# Drozdek
Drozdek (Enicurus) je rod ptáků z čeledi lejskovitých podčeledi Saxicolinae. Rod Enicurus ustanovil v roce 1822 Temminck. Původně byli drozdci řazeni do čeledi drozdovitých, z čehož byl také odvozen jejich český název.
Jedná se o lesní druhy jihovýchodní Asie spojené především s horskými lesy a potoky. Většina hnízdí ve skalních štěrbinách, snáší 2–4 vejce. Charakteristickým znakem rodu je vidlicovitý ocas.
| Český název            | Latinský název                         | Obrázek | Domovina                                                              |
| ---------------------- | -------------------------------------- | ------- | --------------------------------------------------------------------- |
| drozdek bělohlavý      | Enicurus leschenaulti (Vieillot, 1818) |         | severovýchodní Indie, Čína, jihovýchodní Asie, Jáva, Sumatra a Borneo |
| drozdek černohřbetý    | Enicuru immaculatus (Hodgson, 1836)    |         | Bangladéš, Bhútán, Indie, Myanmar, Nepál a Thajsko                    |
| drozdek konipasí       | Enicurus scouleri Vigors, 1832         |         | Ťan-šan, Himálaj, jižní Čína a Tchaj-wan                              |
| drozdek rezavohřbetý   | Enicurus ruficapillus Temminck, 1832   |         | Myanmar, Malajský poloostrov, Sumatra a Borneo                        |
| drozdek skvrnitohřbetý | Enicurus maculatus Vigors, 1831        |         | severovýchodní Indie, Bangladéš, Myanmar, jižní Čína                  |
| drozdek šedohřbetý     | Enicurus schistaceus (Hodgson, 1836)   |         | Himálaj, Indie, jižní Čína, jihovýchodní Asie                         |
| drozdek vlaštovčí      | Enicurus velatus Temminck, 1822        |         | Jáva a Sumatra                                                        |
|                        | Enicurus borneensis Sharpe, 1889       |         | Borneo                                                                |

## Podobné české rodové názvy
- drozd
- drozdec
- drozdík
- drozdovec